# Габріель Гастаньйо
Габріель Гастаньйо (1 листопада 1997) — мексиканський плавець.
Учасник Олімпійських Ігор 2020 року.
Призер Панамериканських ігор 2019 року.

## Виступи на Олімпійських іграх
| Олімпіада  | Дисципліна          | Місце |
| ---------- | ------------------- | ----- |
| Токіо 2020 | 50 м вільним стилем | 30    |
| Париж 2024 | 50 м вільним стилем | 15    |

## Зовнішні посилання
- Габріель Гастаньйо на сайті FINA (англійська)
- Габріель Гастаньйо на сайті SwimRankings.net (англійська)
- Габріель Гастаньйо на сайті Olympics.com (англійська)
- Габріель Гастаньйо на сайті Olympedia (англійська)